# 張泰玩
張 泰玩（チャン・テワン、ちょう  たいがん、朝: 장태완、1931年9月13日 - 2010年7月26日）は大韓民国の軍人であり、国会議員も務めた。漢字表記は張泰琓とも。本貫は仁同張氏。カトリック教徒。
粛軍クーデター当時はクーデター反対側の代表的な人物の1人であった。

## 来歴
慶尚北道漆谷郡で農家の3男3女の次男として生まれる。
朝鮮大学校法学科を卒業し、ソウル大学校経営大学院最高経営者課程を修了した。
1950年に陸軍総合学校11期として任官する。
1972年に第5軍団参謀長、1973年に首都警備司令部参謀長、1975年に第26師団長、1978年に陸軍本部教育参謀部次長と軍歴を重ねた。
朴正熙暗殺事件後の1979年11月首都警備司令官に任命され、12月12日の鄭昇和陸軍参謀総長を拉致した粛軍クーデターでは陸軍本部（正規軍）側の強硬派主力となるも、全斗煥国軍保安司令官が主宰する秘密組織「ハナ会」メンバーの裏切りにあい、国軍保安司令部に身柄を拘束された。当時首都警備司令部所属の将校450人のうち、張に同調したのは約60人にとどまった。1980年に予備役編入される（少将）。その後は西氷庫での取り調べを経て、奉天洞の自宅で半年間の軟禁に遭った。
軍を退いた後、韓国証券電算会社社長（1982年）・会長、ル・メイエル株式会社会長を務めた。
韓国民主化後、1993年には民主党の設置した「12月12日クーデターに関する事実調査委員会」に参加した。1994年 - 2000年には在郷軍人会会長となる。
2000年には金大中政権与党の新千年民主党に入党。4月の第16代総選挙にて、全国区から出馬し、国会議員に当選した。2001年には国会報勳特別委員長となるが、2004年の次期総選挙には不出馬を表明して政界から引退した。
2010年7月26日 ソウル峨山病院で肺がんにより死去、満78歳没。告別式には新軍部所属で粛軍クーデター時には張に反旗を翻した元国家安全企画部長の張世東、元国防部長官の李鍾九などが訪れた。元大統領の盧泰愚も弔花を送った。

## 人物
第26師団長当時の麾下の兵士によると、張は兵士たちの体力鍛錬に非常に熱心で、よく厳しい訓練をさせたが、張本人も兵士たちと一緒に訓練を行った。また、張の師団長就任後、食事・トイレなどの状況もだいぶ改善した。これらのことにより、兵士としては信頼と尊敬の念を持たざるを得なかったという。

## 親族
張の父親は粛軍クーデターのニュースを聞いた後、「昔から国に謀反がある時、忠臣の家族は謀反者の下で生きていけない」と言い、断食により1980年4月18日に死去した。
妻との間に1男1女をもうけたが、1982年1月9日、ソウル大学校1年生の息子は家を出た後に行方不明となり、1か月後に祖父の墓の近くで変死体で発見された。妻は張没後の2012年1月17日に遺書を残して自宅アパートから投身自殺した。

## 関連作品
韓国で放映されたドラマ『第5共和国』では俳優・声優として知られるキム・ギヒョンが張泰玩を演じているが、風貌と貫禄・演技（粛軍クーデターを取り上げた回では、全たちハナ会グループが集まる首都警備司令部30警備団長室に電話をかけ、ハナ会との応対の末に兪学聖に「戦車でお前らの首を吹っ飛ばしてやる」と言い放って電話を切った）から、映画『スター・ウォーズ』にちなみ、「張フォース」なるキャラクターが誕生し、コラージュや漫画などでネタにされている。ただし、張本人はこのドラマを「全斗煥を劉備や関羽のように扱っている」という全斗煥美化物であると批判した。
なお、粛軍クーデターの際、張本人が電話でハナ会の面々と丁々発止のやり取りをしたのは事実であり、その通話記録や録音も残されている。ただし、実際にはハナ会側で応対した順番は『第5共和国』などで描かれたように黄永時から兪学聖ではなく、その逆であった。
粛軍クーデターを描いた2023年の韓国映画『ソウルの春』では張泰玩をモデルとした「イ・テシン」が主人公の一人として登場し、チョン・ウソンが演じている。

## 著書
- 『12・12クーデターと私』〈12·12 쿠데타와 나〉（1993年、ISBN 8973570013）[11]。